# Suzi
Suzi je žensko osebno ime.

## Izvor imena
Ime Suzi je različica ženskega osebnega imena Suzana.

## Pogostost imena
Po podatkih Statističnega urada Republike Slovenije je bilo na dan 31. decembra 2007 v Sloveniji število ženskih oseb z imenom Suzi: 26.

## Osebni praznik
Osebe z imenom Suzi lahko godujejo takrat kot osebe z imenom Suzana.